# Conjunto Habitacional Nicolás Avellaneda

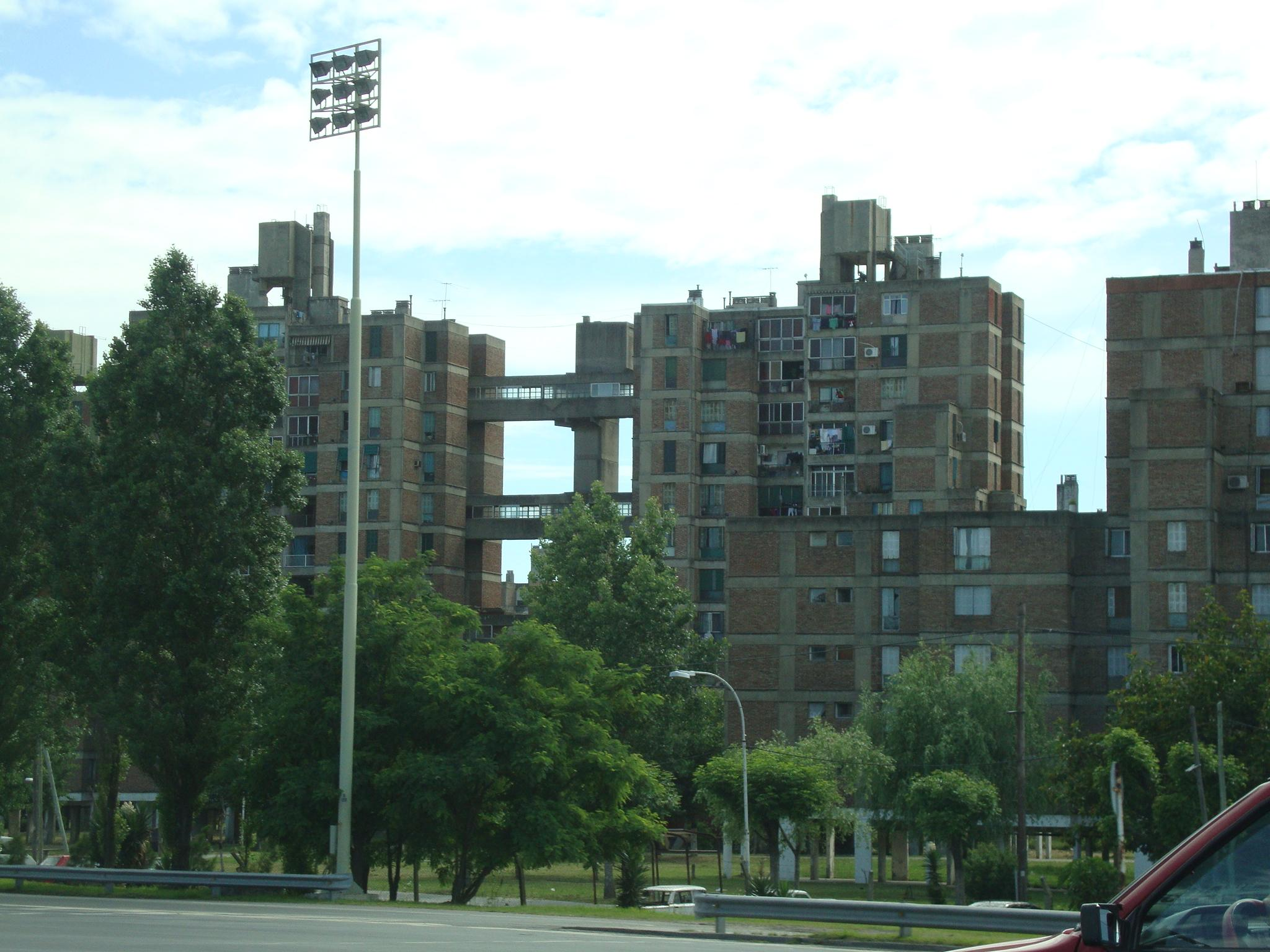
Las Torres vistas desde el Peaje Dock Sud.

El Conjunto Habitacional Nicolás Avellaneda es un complejo de vivienda en la localidad de Dock Sud del partido de Avellaneda, provincia de Buenos Aires, Argentina. Es conocido popularmente como Las Torres del Docke [sic], y en la zona, sencillamente Las Torres.
Fue proyectado como Conjunto Habitacional Villa Tranquila por el arquitecto Héctor Álvarez en el año 1973, como parte del Plan Alborada de vivienda, comenzado por la Secretaría de Estado de Vivienda y Urbanismo del gobierno justicialista de Héctor Cámpora. Las obras fueron divididas en 2 etapas, y se planificaron en total 5000 unidades de vivienda. Sin embargo, solo la 1º etapa de 1188 departamentos fue terminada y entregada. Luego, con la caída del gobierno, el proyecto quedó inconcluso.
El conjunto consiste en 11 núcleos de torres de 10 pisos y edificios de diversas alturas (monoblocks), con fachadas de ladrillo visto, conectados internamente por pasarelas y puentes. Allía se formaron diversos clubes sociales y de deportes, como el Club Las Torres y el Centro de Jubilados 2 de Abril, además del bar Moncho. 
Al ser destinado a habitantes de las clases humildes del conurbano bonaerense y la ciudad de Buenos Aires, el barrio cobró fama de inseguro y peligroso. Sobre la base de esto, en el año 2000 la producción de Ideas del Sur lo eligió para rodar en él varias escenas de la miniserie Okupas, protagonizada por Rodrigo de la Serna. En ella, se ven varios planos de los espacios comunitarios del conjunto, las pasarelas cubiertas y un departamento.